# Reclaim (película)
Reclaim es una película de suspenso dirigida por Alan White. La película fue estrenada en Vídeo bajo demanda y también se estrenó simultáneamente en algunos cines en Estados Unidos el 19 de septiembre de 2014. Protagonizada por  Ryan Phillippe y Rachelle Lefevre como una pareja estadounidense que viaja a Puerto Rico para adoptar a un huérfano (Briana Roy) que se convierte en una estafa mortal.

## Resumen
Steven (Ryan Phillippe) y Shannon (Rachelle Lefevre) son una pareja joven que ha decidido adoptar a un huérfano después de que Shannon ya no puede tener hijos desde un accidente de automóvil. Ellos contratan a IRA (Intl Rescue Adoption, por sus siglas del inglés), una organización de adopción que corre bajo la dirección de Reigert (Jacki Weaver), quien les presenta a Nina (Briana Roy), quien fue una huérfana después del terremoto en Haití. Todo parecía ir progresando como estaba planeado pero antes de que el trámite de adopción finalizara, Reigert y Nina desparecen y ni Shannon ni Steven pueden encontrar la manera de contactar a IRA. Ellos descubren que fueron víctimas de una  Estafa pero en vez de darse por vencidos, deciden seguir a Reigert en la espera de recuperar a Nina. En lugar de eso, se encuentran con un trío de traficantes de niños que también esperan encontrar y usar a Nina para sus propios intereses, pero asimismo están dispuestos a contener a Shannon y Steven como rehenes en la espera de hacer mucho más dinero.

## Reparto
- Ryan Phillippe como Steven
- Jacki Weaver como Reigert
- John Cusack como Benjamin
- Rachelle Lefevre como Shannon
- Luis Guzmán como Detective
- Briana Roy como Nina
- Jandres Burgos como Salo
- Veronica Faye Foo como Paola (como Liz Veronica Foo)
- Alex Cintrón como encargado del hotel
- Millie Ruperto como Sargento
- Oscar H. Guerrero como conductor de Taxi
- Reema Sampat como intérprete
- Isabelle Adriani como Esmeralda
- Sunshine Logroño como Mr. Lopez (encargado del banco)
- Sean Taylor como Gerry

## Producción
Los planes para filmar Reclaim fueron anunciados en 2013 y White fue puesto para dirigir la película, el cual inicialmente trataba de tomar lugar en Australia.  Esto fue cambiando después de que Screen Australia se rehusó a financiar la película y las locaciones se cambiaron para tomar lugar en Puerto Rico. La filmación tomó lugar a finales del 2013 en un periodo de 23 días, en los cuales Lefevre describió como "intensos". La niña actriz, Roy, comentó sobre su rol, declarando que había encontrado difícil la parte de "hablar en todos los idiomas, francés, criollo e inglés.“

## Recepción
La recepción crítica para Reclaim ha sido predominantemente negativa y el 14 de diciembre de 2014, la película mantuvo una calificación de 0% en Rotten Tomatoes (basado en 9 reseñas) y 26 en Metacritic (basado en 7 reseñas). Mucha de la crítica negativa centrada alrededorde la trama de la película, en los cuales muchos críticos se encontraron demasiado familiar y formulista. Los críticos elogiaron las actuaciones y escenarios de la película, con The Hollywood Reporter destacando a la joven actriz como un punto culminante. Los Angeles Times criticó la película por su guion, escribió: el guion de "Carmine Gaeta y Luke Davies' está construido a partir de la mecánica de la trama, y las apuestas emocionales son menos convincentes con cada situación con la que se enfrentan."